# Kazimierówka (powiat tomaszowski)
Kazimierówka – wieś w Polsce położona w województwie lubelskim, w powiecie tomaszowskim, w gminie Tyszowce.
W latach 1954–1959 wieś należała i była siedzibą władz gromady Kazimierówka, po jej zniesieniu w gromadzie Perespa. W latach 1975–1998 miejscowość należała administracyjnie do województwa zamojskiego.
Wieś jest sołectwem w gminie Tyszowce. Według Narodowego Spisu Powszechnego z roku 2011 wieś liczyła 204 mieszkańców.
Wierni Kościoła rzymskokatolickiego należą do parafii św. Michała Archanioła w Perespie.

## Części wsi
| SIMC    | Nazwa       | Rodzaj    |
| ------- | ----------- | --------- |
| 0903417 | Linia Dolna | część wsi |
| 0903423 | Linia Górna | część wsi |
| 0903430 | Świdowatka  | część wsi |

## Historia
Kazimierówka, zwana także w wieku XIX Kaźmirówka i Kazimirówka to wieś w ówczesnym powiecie tomaszowskim, gminie i parafii Tyszowce. Folwark Kazimirówka w drugiej połowie dziewiętnastego wieku należał do dóbr Czermno i posiadał rozległość 671 mórg.
Wieś była siedzibą (tu zmarł) znanego uczonego historyka Łukasza Gołębiowskiego – jednego z pierwszych polskich etnografów (badaczy tak zwanych starożytności słowiańskich, oraz zwyczajów i obyczajów ludu polskiego), powstańca kościuszkowskiego, historyka, bibliotekarza, tłumacza, pamiętnikarza i opiekuna zbiorów Biblioteki Poryckiej, członka Towarzystwa Przyjaciół Nauk.
W okresie II wojny światowej podczas powstania zamojskiego miejsce licznych walk. Baza wyjściowa kompanii „Wiklina” AK dowodzonej przez ppor. Józefa Kaczoruka.